# Karl Vanlouwe
Karl Vanlouwe (Nieuwpoort, 22 oktober 1970) is een Vlaams-nationalistisch Belgisch politicus uit het Brussels Hoofdstedelijk Gewest.

## Levensloop
Vanlouwe bracht zijn jeugd door in Koksijde maar woont reeds sinds 2001 met zijn echtgenote in Brussel. 
Karl Vanlouwe volgde een kandidatuur in de rechten aan de Vrije Universiteit Brussel en behaalde in 1993 het diploma van licentiaat in de rechten aan de Universiteit Antwerpen. Hij was in zijn studententijd actief bij de politieke studentenvereniging KVHV. Van 1994 tot 2014 werkte hij als advocaat aan de Brusselse balie. Hij specialiseerde zich in huurrecht en wetgeving inzake mede-eigendom. Hierbij was hij hoofd van het Bureau voor Juridische bijstand. 
Van 2004 tot 2008 werkte hij als kabinetsmedewerker voor Vlaams minister Geert Bourgeois. Daarna was hij van 2009 tot 2010 fractiesecretaris van de N-VA in het Brussels Hoofdstedelijk Parlement en de Raad van de Vlaamse Gemeenschapscommissie en in dezelfde periode algemeen ondervoorzitter van de N-VA onder voorzitter Bart De Wever. Hij is ook vele jaren actief geweest in onder andere de Vlaamse Beweging als bestuurslid van de Vlaamse Volksbeweging, het Davidsfonds en het Vlaams & Neutraal Ziekenfonds. Van 2004 tot 2010 was hij eveneens voorzitter van het arrondissementeel bestuur van de Brusselse N-VA-afdeling.
Hij werd lid van de Senaat na de federale verkiezingen van juni 2010 voor de Nieuw-Vlaamse Alliantie, nadat hij door zijn partij samen met Huub Broers werd voorgedragen als gecoöpteerd senator. Tijdens de legislatuur 2010-2014 was hij in de Senaat voorzitter van de Commissie Buitenlandse Zaken en Defensie en lid van de Commissie Justitie. Daarnaast werd hij lid van de parlementaire toezichtscomités op de Politie- en inlichtingendiensten (comité P en I) en de commissie Institutionele Hervormingen, waar onder meer de zesde staatshervorming door hem werd opgevolgd. In deze periode was hij in 2010 waarnemer bij de verkiezingen in Bosnië-Herzegovina en in 2011 bij de verkiezingen in de Democratische Republiek Congo en bezocht hij onder meer Afghanistan en Taiwan. Vanuit zijn functie als commissievoorzitter werd hij afgevaardigd in de EU-Conferentie van nationale commissies Europese zaken (COFAC/COSAC: Conference of Parliamentary Committees for Union Affairs of Parliaments of the European Union).
Bij de verkiezingen van 25 mei 2014 werd Vanlouwe verkozen in het Vlaams Parlement. Daar werd hij opnieuw actief in de Commissie Buitenlands Beleid en Europese Zaken en in de Commissie Brussel en Vlaamse Rand. Vanuit het Vlaams Parlement werd hij eveneens aangeduid als deelstaatsenator in de hervormde Senaat. In de Senaat werd hij van 2014 tot 2019 ondervoorzitter en lid van het bureau/quaestuur van de Senaat. Sinds januari 2019 is hij er N-VA-fractieleider. Ook in de Senaat legde Vanlouwe zich toe op buitenlands beleid, institutionele aangelegenheden en Brussel. Naar aanleiding van de herdenking in 2015 van de honderdste verjaardag van de Armeense genocide in Yerevan (Armenië) vertegenwoordigde hij België en sprak op het internationaal colloquium over de Armeense genocide. Bij die gelegenheid was er een ontmoeting met de toenmalige president François Hollande en de Russische president Vladimir Poetin. In het Vlaams Parlement werden onder meer zijn resoluties over Catalonië, stopzetting van de toetreding van Turkije tot de EU, regiospecifieke aanbevelingen binnen de EU, vrijhandelsverdragen zoals CETA, de veroordeling van Turkije bij de inval van Koerdisch Syrië … aangenomen.
In oktober 2018 werd hij eveneens verkozen tot gemeenteraadslid van de Brusselse gemeente Ganshoren. Hij bekleedde deze functie tot in december 2024 en werd bij de gemeenteraadsverkiezingen van oktober 2024 niet herkozen.
Bij de Vlaamse verkiezingen van 26 mei 2019 werd hij herkozen als Vlaams Parlementslid. In deze legislatuur werd hij opnieuw lid van de Commissie Buitenlandse Betrekkingen en Europese Zaken en de Commissie Brussel en Vlaamse Rand. Van deze laatste commissie werd hij ondervoorzitter. Tegelijk werd hij opnieuw aangeduid als deelstaatsenator vanuit het Vlaams Parlement. In de Senaat bleef hij voorzitter van de N-VA-fractie, waardoor hij terug lid werd van het Bureau van de Senaat. In deze instelling werd hij lid van de Commissie Institutionele Hervormingen.
Op 9 juni 2024 werd Vanlouwe verkozen voor zijn derde termijn in het Vlaams Parlement, waar hij opnieuw zitting nam in de commissies Buitenlands Beleid, Europese Aangelegenheden en Internationale Samenwerking en Brussel, Vlaamse Rand en Dierenwelzijn. Ook bleef hij als deelstaatsenator zetelen en werd hij nogmaals aangeduid als fractieleider in de Senaat.
Daarnaast werd Vanlouwe door de Vlaamse regering in januari 2015 voorgedragen als lid van het Europees Comité van de Regio's, een Europese instelling die advies geeft aan de Europese Commissie, waarin hij sindsdien zetelt. Daar werd hij actief in thema's zoals Brexit, Catalonië, subsidiariteit en interpelleerde hij meermaals Eurocommissarissen zoals Jean-Claude Juncker en Frans Timmermans. In het Europees Comité van de Regio's werd hij fractievoorzitter van de European Alliance, die nationalistische en regionalistische partijen evenals onafhankelijken vertegenwoordigt. Hij zetelde van 2013 tot 2019 tevens in de Parlementaire Assemblee van de NAVO, ook NAVO-parlement genoemd, en de Joint Parliamentary Scrutiny Group on Europol, het Europees coördinatie-orgaan van de politiediensten. Sinds december 2019 is Vanlouwe eveneens lid van de Benelux-raad, waar parlementsleden uit het Nederlands en het Luxemburgs parlement en uit de Belgische Kamer, het Vlaams Parlement en het Waals Parlement zijn afgevaardigd. In deze assemblee werd hij voorzitter van de Commissie Buitenlandse zaken. Verder zetelt hij in het partijbestuur, de partijraad en het dagelijks bestuur van N-VA.
In 2023 ontving hij een Armeense Medal of Gratitude.